# Longipalpus spinipennis
Longipalpus spinipennis är en skalbaggsart som först beskrevs av J. Linsley Gressitt 1951.  Longipalpus spinipennis ingår i släktet Longipalpus och familjen långhorningar. Inga underarter finns listade i Catalogue of Life.